# Gracie Allen
Gracie Allen (San Francisco, 26 juli 1895 – Los Angeles, 27 augustus 1964) was een Amerikaanse actrice.

## Levensloop en carrière
Allen begon haar carrière in 1924. In 1926 huwde ze met George Burns. Ze zouden jarenlang een komisch duo vormen. In 1929 maakten ze de kortfilm Lambchops. Ook verschenen ze in komische speelfilms zoals Many Happy Returns (1934) en Honolulu (1939). Tussen 1950 en 1958 maakte ze met haar man de George Burns en Gracie Allen Show. 
Ze overleed in 1964 op 69-jarige leeftijd. Allen werd 32 jaar overleefd door haar man. Ze is begraven op Forest Lawn Memorial Park (Glendale).

## Beknopte filmografie
- Lambchops (1929)
- Many Happy Returns (1934) (1927)
- College Swing (1938)
- Honolulu (1939)